# Mike Kearns
Michael Joseph Kearns, detto Mike (Trenton, 18 giugno 1929 – Hamilton, 31 gennaio 2009), è stato un cestista statunitense, professionista nella NBA.

## Carriera
Venne scelto al quinto giro del Draft NBA 1951 (48ª scelta assoluta) dai Philadelphia Warriors. Giocò 6 partite con i Warriors nel 1954-55, segnando 0,2 punti in 4,2 minuti.